# Sexto Atilio Serrano
Sexto Atilio Serrano  fue un político y militar romano del siglo II a. C. perteneciente a la gens Atilia.

## Familia
Atilio fue miembro de los Atilios Serranos, una familia de la gens Atilia. Fue hijo del pretor Marco Atilio Serrano, hermano de Marco Atilio Serrano y padre del consular Cayo Atilio Serrano.

## Carrera pública
Ascendió al consulado en el año 136 a. C. y obtuvo la Galia Cisalpina por provincia, cuyo mando vio ampliado al año siguiente en calidad de procónsul.